# Никола Завишић
Никола Завишић (Бела Црква, 1974) српски је позоришни редитељ, сценограф, дизајнер светла, драматург и педагог. Препознатљив је по специфичном редитељском рукопису који често комбинује елементе драмског, визуелног и луткарског театра. Режирао је представе у већини значајних позоришта у Србији и региону.

## Биографија

### Образовање
Никола Завишић је рођен 1974. године у Белој Цркви. Дипломирао је Позоришну и радио режију на Факултету драмских уметности у Београду 1998. године, у класи професора Светозара Рапајића.
Након основних студија, одлази у Праг, Чешка Република, где наставља усавршавање на Позоришној академији музичких уметности (ДАМУ). Тамо је прво магистрирао 2004. године на Катедри за алтернативно и луткарско позориште, а затим и докторирао 2009. године са темом из области режије и психологије луткарства.

### Редитељска каријера
Завишић је режирао преко 60 позоришних представа у професионалним позориштима у Србији (Народно позориште у Београду, Југословенско драмско позориште, Атеље 212, Београдско драмско позориште, Српско народно позориште у Новом Саду, Народно позориште Суботица, Народно позориште Сомбор, Позориште „Бошко Буха”, Позориште младих у Новом Саду, Мало позориште „Душко Радовић”, Позориште лутака „Пинокио”), као и у Словенији, Хрватској, Босни и Херцеговини, Црној Гори и Чешкој.
Његове режије одликује истраживачки приступ, визуелна атрактивност и често неконвенционално тумачење како класичних, тако и савремених драмских текстова. Посебно је познат по радовима у домену алтернативног, луткарског и позоришта за децу и младе, али је са успехом режирао и велике ансамбл представе на драмским сценама.
Често је и аутор сценографије и дизајна светла за своје представе. Такође се бавио драматуршким радом и адаптацијама текстова.

### Педагошки рад
Никола Завишић се бави и педагошким радом. Предавао је на Академији уметности у Бањалуци, Академији уметности у Новом Саду, као и на Факултету савремених уметности у Београду, где предаје Позоришну режију и Глуму.

## Одабране режије
| Представа                   | Писац                                          | Позориште                                           | Година                               |
| --------------------------- | ---------------------------------------------- | --------------------------------------------------- | ------------------------------------ |
| Виктор или деца на власти   | Роже Витрак                                    | Народно позориште Суботица                          | 2001.                                |
| Јанез или ти лудило у двоје | Ежен Јонеско                                   | Позориште младих, Нови Сад                          | 2006.                                |
| Леонс и Лена                | Георг Бихнер                                   | Народно позориште у Београду (Сцена "Раша Плаовић") | 2006.                                |
| Чаробњак из Оза             | Френк Баум / Драм. Милена Деполо               | Позориште „Бошко Буха”                              | 2009.                                |
| Бајка о последњој лампи     | Никола Завишић и Уна Лоу Прокопић              | Позориште младих, Нови Сад                          | 2009. (Специјална Стеријина награда) |
| Барон Лагиша                | Слободан Тишма                                 | Позориште младих, Нови Сад                          | 2010.                                |
| Небески одред               | Ђорђе Лебовић и Александар Обреновић           | Српско народно позориште, Нови Сад                  | 2011.                                |
| Избирачица                  | Коста Трифковић                                | Народно позориште у Београду                        | 2013.                                |
| Госпођа Олга                | Милутин Бојић                                  | Народно позориште у Београду (Сцена "Раша Плаовић") | 2013.                                |
| Живот је сан                | Педро Калдерон де ла Барка                     | Народно позориште у Београду                        | 2014.                                |
| Ненaграђени љубавни труд    | Вилијам Шекспир                                | Народно позориште у Београду                        | 2015.                                |
| Петaр Пан                   | По мотивима Џ. М. Берија / Драм. Милена Деполо | Позориште „Бошко Буха”                              | 2016.                                |
| Магареће године             | Бранко Ћопић / Драм. Димитрије Коканов         | Позориште „Бошко Буха”                              | 2018.                                |
| ИлузијÆ                     | Пјер Корнеј / Препев Јован Христић             | Народно позориште у Београду (Сцена "Раша Плаовић") | 2021.                                |
| Сан летње ноћи              | Вилијам Шекспир                                | Народно позориште Суботица                          | 2023.                                |

## Награде и признања (избор)
- Стеријина награда - Специјална награда за нови позоришни израз за представу Бајка о последњој лампи (Позориште младих, Нови Сад), 2010.[6]
- Награда "Ардалион" за најбољу режију на Југословенском позоришном фестивалу у Ужицу за представу Јанез или ти лудило у двоје (Позориште младих, Нови Сад), 2007.[7]
- Више награда на Сусретима професионалних позоришта лутака Србије.[4]
- Више награда на фестивалу "Позориште Звездариште" у Београду.[4]